# Donkervoort F22
Pour les articles homonymes, voir Donkervoort (homonymie).
La Donkervoort F22 est une voiture de sport du constructeur automobile néerlandais Donkervoort produite à partir de 2022 en 100 exemplaires.

## Présentation
La Donkervoort F22 est présentée le 12 décembre 2022.
Initialement prévue pour une production de 75 exemplaires destinés majoritairement à l'Europe de l'Ouest, elle est produite à 100 exemplaires pour satisfaire la demande mondiale.

## Caractéristiques techniques
Le roadster repose sur un châssis tubulaire en fibre de carbone et acier, lui autorisant un poids total de 750 kg.

### Motorisation
La F22 est dotée d'un moteur essence 5-cylindres turbocompressé d’origine Audi, d'une puissance de 500 ch et 640 N m de couple.